# Rhizostomeae
Rhizostomeae è un ordine di Cnidari Scifozoi, il cui nome significa “con bocca a radice”, in quanto queste meduse sono caratterizzate da un manubrio suddiviso in moltissimi canali intercomunicanti ed aperti esternamente attraverso molteplici pori succiatori (detti ostioli). Mancando un'apertura boccale unica e definita, l'alimentazione è tipicamente microfaga. Anche la cavità gastrica è strutturata in numerosi canali che formano una rete assai complicata. I polipi delle rizostomee strobilano formando una efira per volta. Alcune rizostomee, grazie alla simbiosi con alcune microalghe, hanno perduto le loro batterie urticanti (es. Mastygias).
Generalmente sono state osservate alle basse latitudini, nell'Oceano Pacifico.

## Tassonomia
L'ordine Rhizostomeae è suddiviso in due sottordini e 10 famiglie:
- Sottordine Daktyliophorae
  - Catostylidae Gegenbaur, 1857
  - Lobonematidae Stiasny, 1921
  - Lychnorhizidae Haeckel, 1880
  - Rhizostomatidae Cuvier, 1799
  - Stomolophidae Haeckel, 1880

- Sottordine Kolpophorae
  - Cassiopeidae Agassiz, 1862
  - Cepheidae Agassiz, 1862
  - Mastigiidae Stiasny, 1921
  - Thysanostomatidae Gegenbaur, 1857
  - Versurigidae Gegenbaur, 1857

### Alcune specie

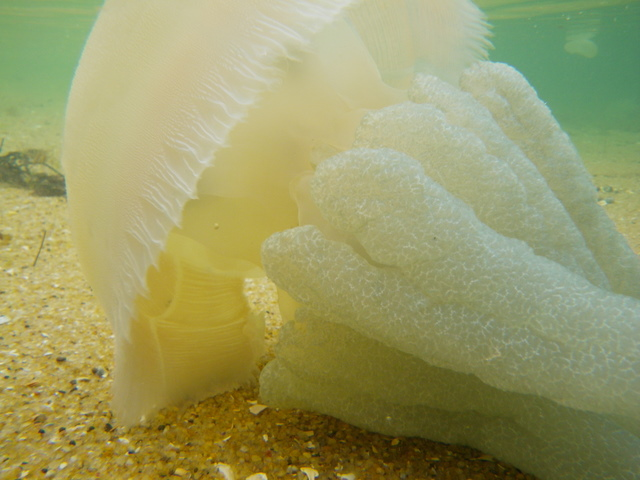
Catostylus mosaicus (Catostylidae)
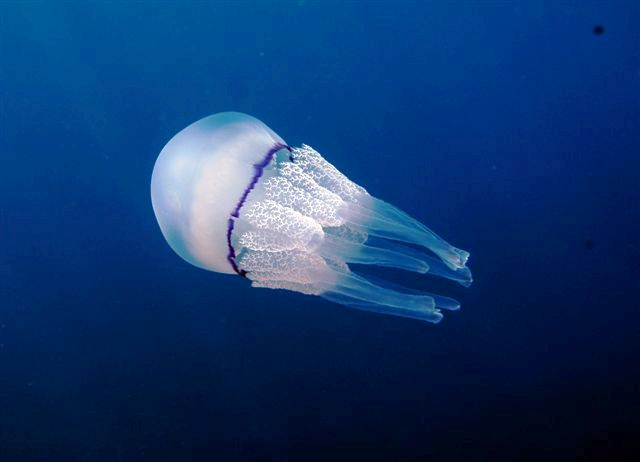
Rhizostoma pulmo (Rhizostomatidae)
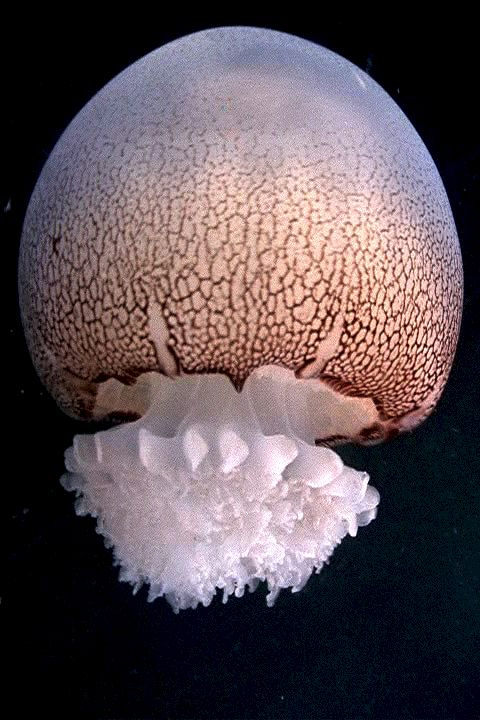
Stomolophus meleagris (Stomolophidae)
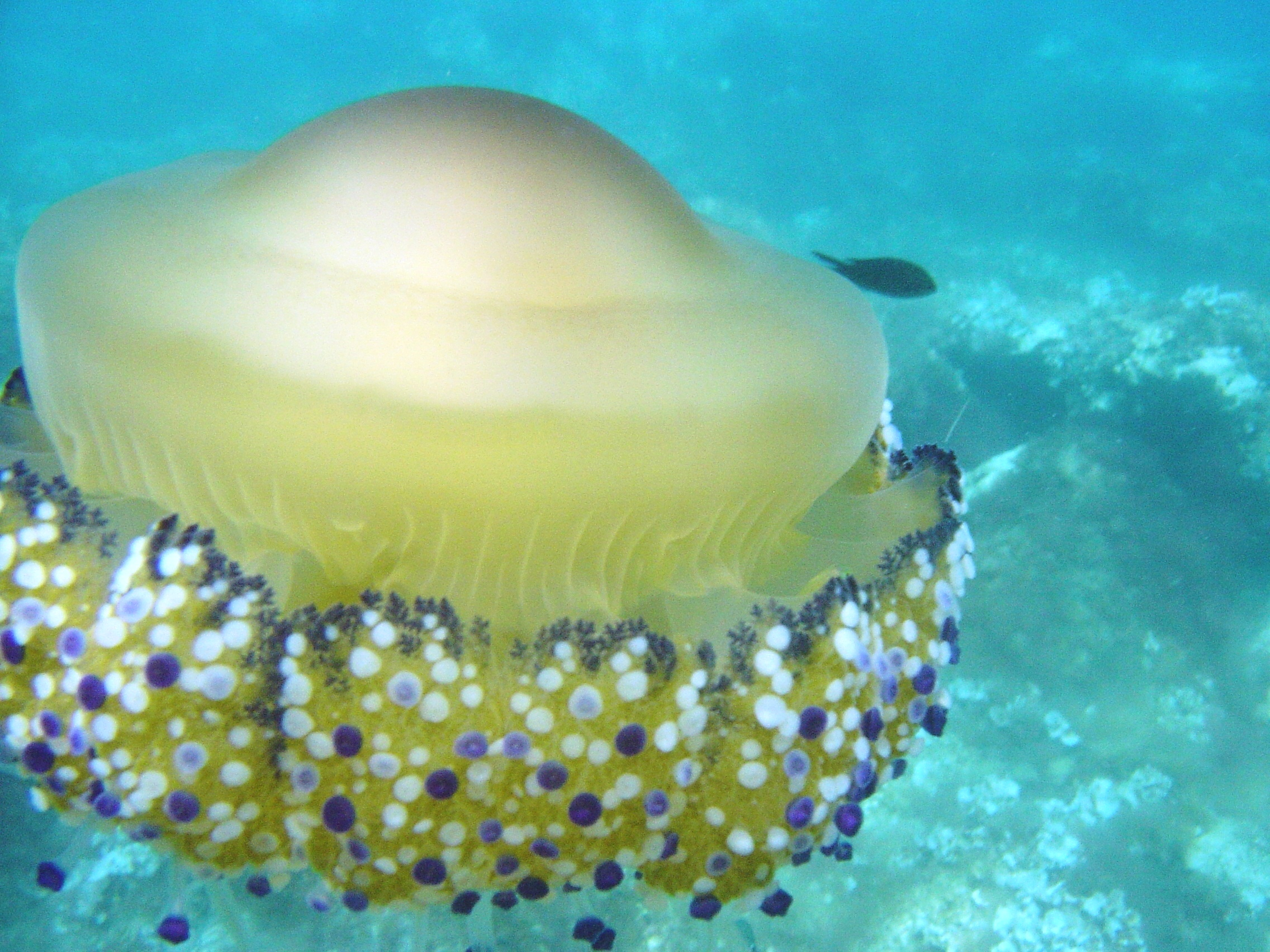
Cotylorhiza tuberculata (Cepheidae)
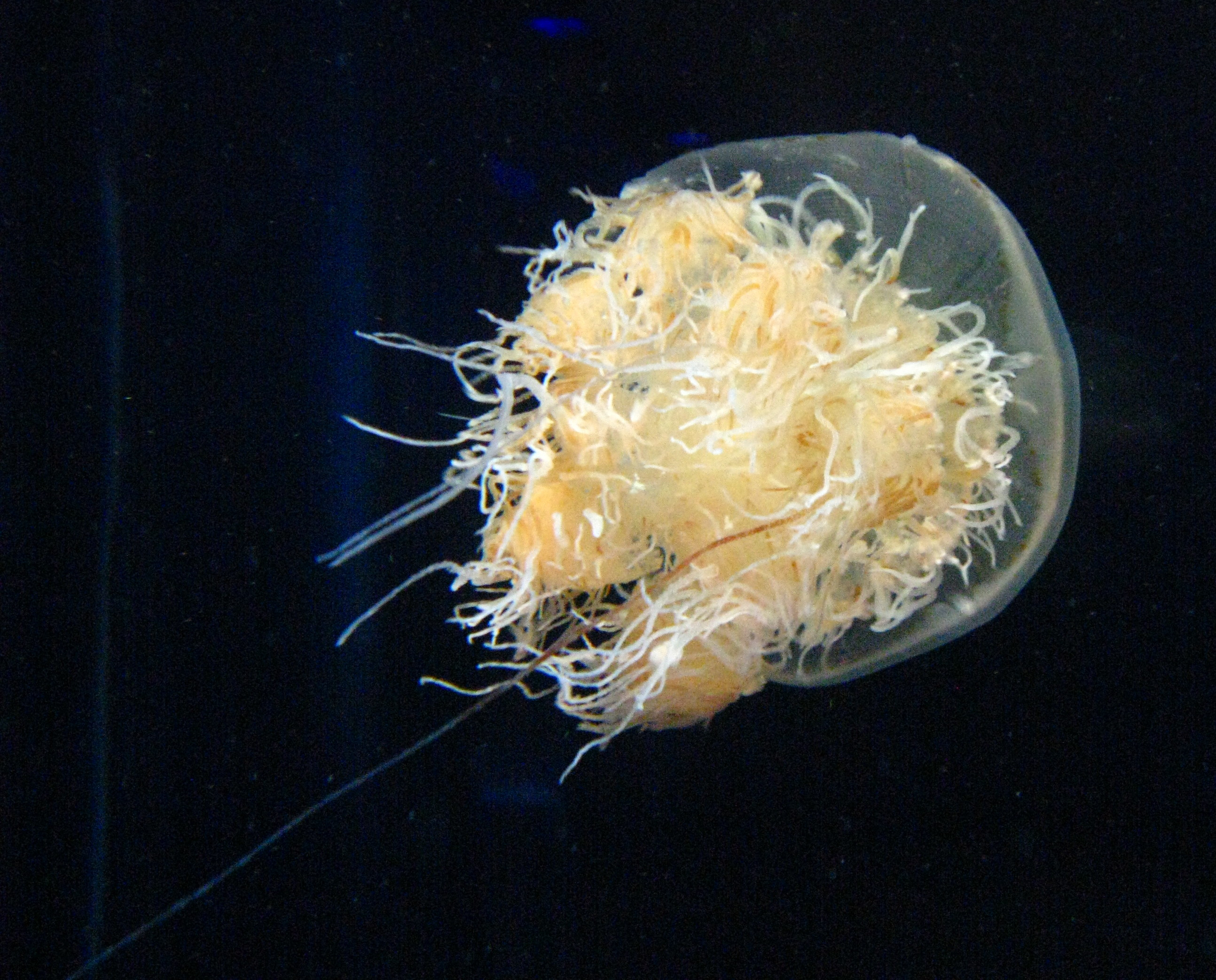
Nemopilema nomurai (Rhizostomatidae)